# ساندیا نولز (نیومکزیکو)
ساندیا نولز (به انگلیسی: Sandia Knolls) یک منطقهٔ مسکونی در ایالات متحده آمریکا است که در شهرستان برنالیو، نیومکزیکو واقع شده‌است. ساندیا نولز ۷٫۲ کیلومتر مربع مساحت و ۱٬۲۰۸ نفر جمعیت دارد و ۲٬۰۷۸٫۷۶ متر بالاتر از سطح دریا واقع شده‌است.